# Trans-sur-Erdre
Trans-sur-Erdre – miejscowość i gmina we Francji, w regionie Kraj Loary, w departamencie Loara Atlantycka.
Według danych na rok 2010 gminę zamieszkiwało 970 osób, a gęstość zaludnienia wynosiła 43 osoby/km².